# Magyarország gyógyvizei

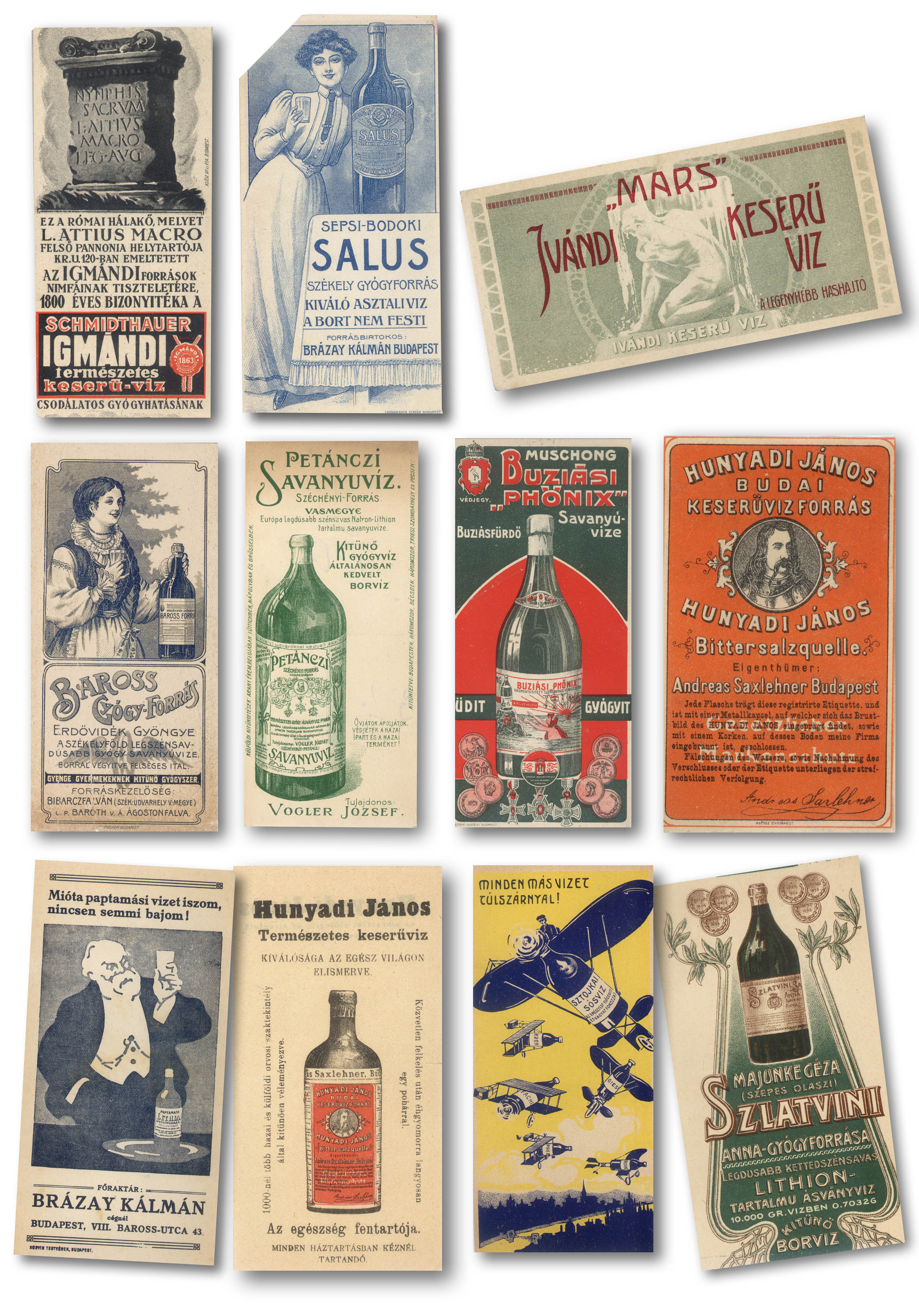
Különböző hazai palackozott gyógyvizek felirata 1920-as évekből

A Magyarország gyógyvizeinek azokat a magyarországi ásványvizeket nevezzük, amelyek fizikai tulajdonságaik, vagy kémiai összetételük miatt gyógyító hatásúak, és számukra az ásványvíz, vagy a gyógyvíz megnevezést engedélyezték. Magyarország előnyös balneológiai és geotermikus adottságainak köszönhetően termálvízekben bővelkedő ország. Japán, Izland, Olaszország és Franciaország után a világ ötödik termálvíz nagyhatalma. A gyógyvizes hőforrások az ország valamennyi régiójában előfordulnak, és számos gyógyfürdőt táplálnak. Budapest a világ egyetlen gyógyfürdőkkel rendelkező fővárosa. A gyógyvízkincsre épülő magyar fürdőkultúra több mint 2000 éves múltra tekint vissza. Az egykori fürdőépületek romjai, freskók és mozaikok is bizonyítják, hogy már a rómaiak is felfedezték, sőt használták is ezeket a forrásokat. Világszerte ismert értékes gyógyvizeiről, amelyek turisztikai szerepe jelentős, ezért az ország a nemzetközi gyógyturizmus egyik kedvelt célpontja.

## A magyar hévízek csoportosítása

### Hideg gyógyvizek és termálvizek
A gyógyvizeket hőmérsékletük alapján, 30 °C alatt hideg, az ezt meghaladókat meleg víznek (hévíznek vagy termálvíznek) nevezzük. A mélyfúrású kutak vizét csak akkor nevezzük termál- vagy hévíznek, ha hőmérséklete meghaladja a 30 °C-ot.
- Hideg gyógyvíz
- Termálvíz vagy hévíz az a rétegvíz, amelynek hőmérséklete meghaladja a 30 °C-ot. A víz hőfokát az adott terület geotermikus gradiense határozza meg. Európában ez az átlagérték 33 m/°C, Magyarországon 20 m/°C. Ez azt jelenti, hogy hazánkban relatíve kisebb mélységből hozható a felszínre termálvíz. A termálvíz fogalmát a hétköznapokban gyakran helytelenül azonosítják a gyógyvíz fogalmával. Magyarországon 2000. január 1-jén összesen 1289 regisztrált termálkút volt.

## Jogszabályok
Az egészségügyről szóló 1997. évi CLIV törvény 247. §-a (2) bekezdésének x) pontja, valamint a 74/1999. (XII. 25.) EüM rendelet alapján a Budapest Főváros Kormányhivatala Közegészségügyi Főosztály Népegészségügyi Osztálya engedélyezi ásványvíznek és gyógyvíznek vélelmezhető víznek elismert ásványvízként, illetőleg gyógyvízként való megnevezését.

## Magyarország gyógyvizei

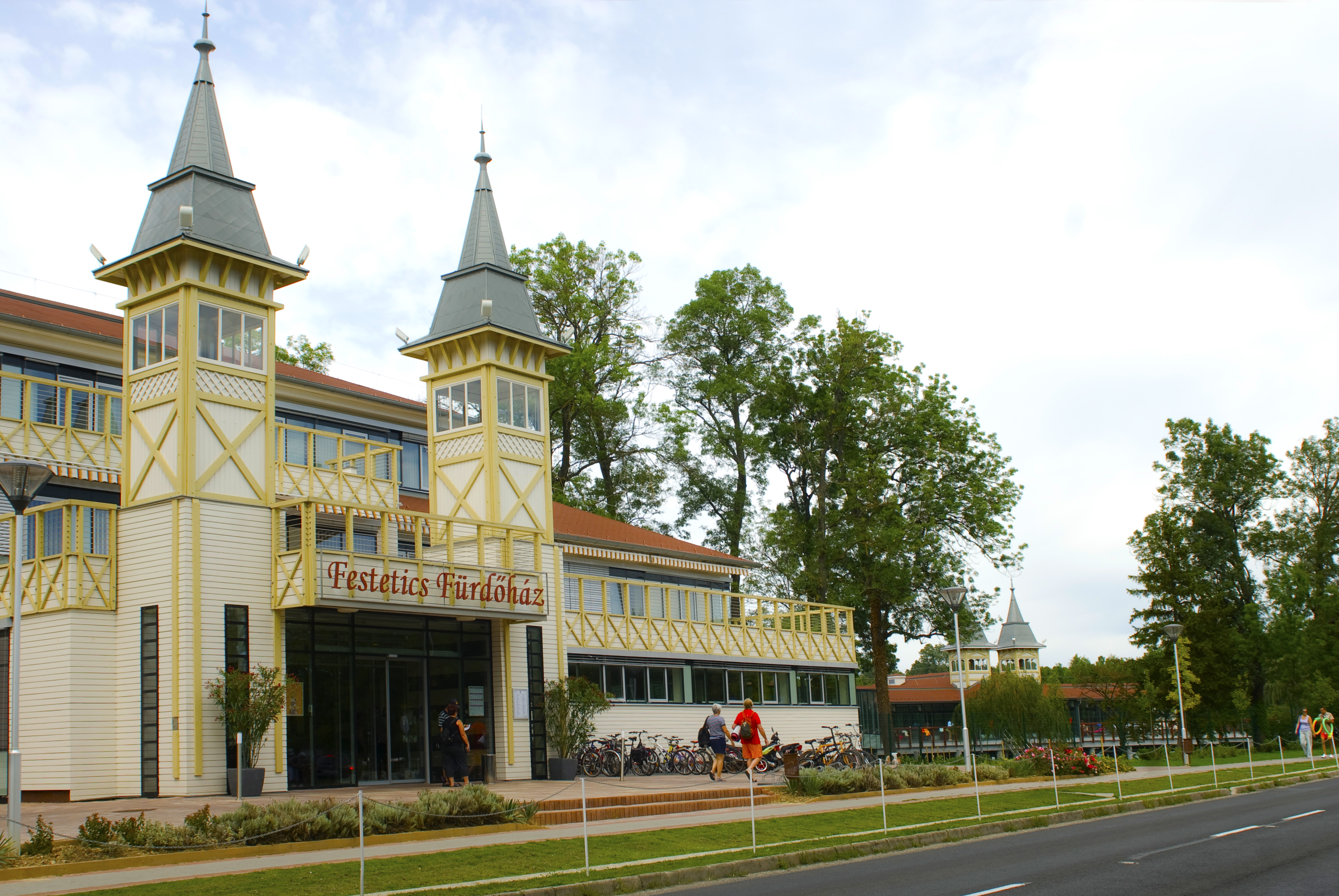
Hévíz

Magyarország vízrajzának jellegzetessége a termálvizekben való gazdagsága: hévízkészlete világviszonylatban is jelentős, európai viszonylatban egyedülálló. Az ásvány- és gyógyvizek nagy része oldott ásványi anyagokat is tartalmaz, így gyógyhatású, azaz fürdő- és ivókúrára alkalmas.
Jelenleg több mint ezer a 30 °C fölötti meleg vizet és jelentős részben gyógyvizet adó kutak száma. Hazánk gyógyvizei az ország szinte minden régiójában megtalálhatóak, a kutak háromnegyede az Alföldön található.
Az országban mintegy 150 meleg vizes gyógyfürdő, köztük 36 speciális – többek között radioaktív, kénes-savas, sós-brómos-karbonátos, jódos vizet tartalmazó – fürdő található. Európa egyetlen barlangfürdője Északkelet-Magyarországon a tapolcai, a Balaton közeli Hévíz pedig Európa legismertebb meleg (33 °C) gyógyvizű tava. Budapest – évtizedek óta a világ „fürdőfővárosa” – egyes fürdőit már a török időkben használták. A fővárosban két tucat fürdő és 13 gyógyfürdő van.
Magyarország ásványvíztermelése 2000-ben 385 millió liter volt.

### A gyógyvizek fajtái
A gyógyvizeket kémiai elemzés alapján az alábbi csoportokba osztják:
- Egyszerű szénsavas vizek

Ezeket savanyúvíznek is nevezik, 1 liter vízben 0,6 grammnál több hidrogén-karbonát található. Általában ásványvízként kerülnek forgalomba, de nagyon sok esetben gyógycélra is felhasználják.
- - Ilyen források: Maconka, Répcelak, Mihályi.
- Földes, meszes vizek

Főbb alkotórészei a kalcium-, magnézium-, és hidrogén-karbonát-ionok. Szintén a reumatikus betegségek gyógyítására, de ha szénsavat is tartalmaznak, szív- és gyomorbetegségek kezelésére is használják.
- - Ilyen források: Budapesten a Császár fürdő, a Lukács fürdő, a Rácz fürdő, a Rudas fürdő (Hungária) és a Gellért fürdő, de az ország több pontján is vannak ilyen források és kutak, például: Csopak, Esztergom, Kékkút, Mohács, Székesfehérvár.
- Alkalikus vizek

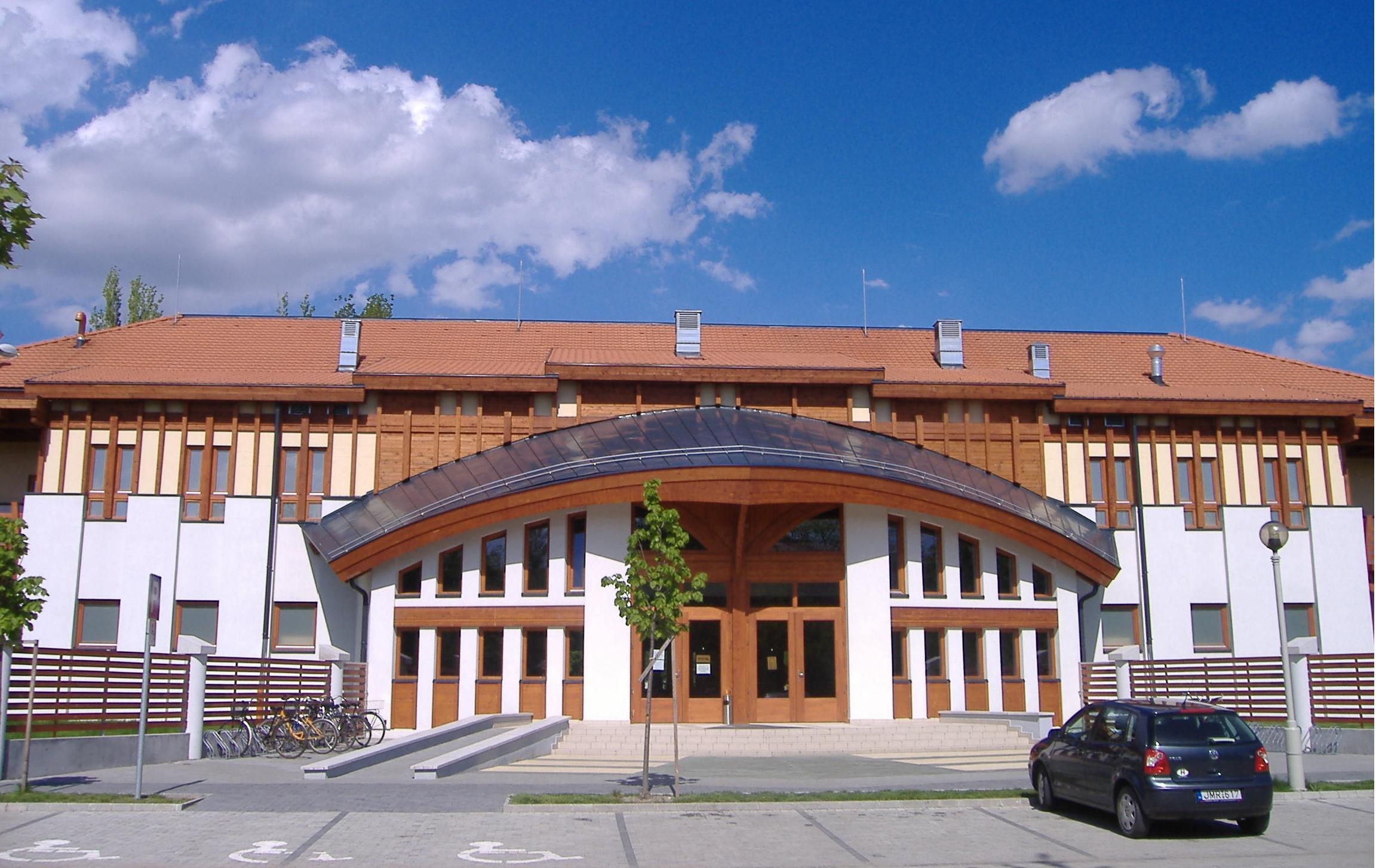
A makói Termál- és Gyógyfürdő fogadóépülete

Főképpen a szódabikarbóna ionjait, vagyis nátrium-, és hidrogén-karbonát-ionokat találunk bennük. Leggyakrabban ivókúrára használják, alkalmas a gyomor-, bélhurut, gyomorsavtúltengés, vagy légúti hurut kezelésére. A legismertebb és leghatásosabb a bükkszéki Salvus gyógyvíz.
- - Ilyen források: Balf, Békés, Bükkszék, Gyopárosfürdő, Gyula, Makó, Mezőtúr, Nagyszénás, Tótkomlós, Szeged/Anna, Szécsény, Szolnok, Bük, és még több helyen.
- Kloridos vagy konyhasós vizek

Nátrium- és kloridionokat tartalmaznak. Alkalmazzák a reuma, a női szervek betegségeiben, de ivókúrában a nyálkahártyák hurutos megbetegedésekor is kedvezően hat.
- - Ilyen források: Cserkeszőlő, Debrecen, Eger, Hajdúszoboszló, Karcag, Sóshartyán/Jódaqua, Pesterzsébet, de hasonló gyógyhatásuk van az alföldi sziksós tavaknak: Dunapataj,vagy a Nyíregyháza-Sóstó.
- Keserűvizek

Jellegzetes keserű ízüket a szulfátion adja, de a glaubersós vizek ezen felül még nátriumiont, a keserűsós vizek magnéziumiont is tartalmaznak. Hígítva a gyomor-, bél-, máj-, epebetegek ivókúrájára használják, hashajtóhatásuk közismert.
- - Ilyen források: Őrmezőn a „Hunyadi János” és a „Ferenc József”, a nagyigmándi „Igmándi”, vagy a tiszajenői „Mira” keserűvíz.
- Vasas vizek

Egy literben 0,03 grammnál több kétszer szénsavas vasat tartalmaznak, többnyire sok szabad szénsav, kétszer szénsavas nátrium és kalcium, néha konyhasó, néha kénsavas nátrium mellett. Eszerint beszélhetünk tisztán vasas vizekről, alkális, alkális-konyhasós, földes és glaubersós vasas vizekről. A vasas fürdőkből a vas a bőrön át szívódik fel a szervezetbe, de a vashiány okozta vérszegénység esetén inkább ivókúrát alkalmazva várható el jó eredmény.
- - Ilyen források: A parádi Clarissa- és István-forrás vagy a mohai Stefánia-forrás vize.
- Kénes vizek

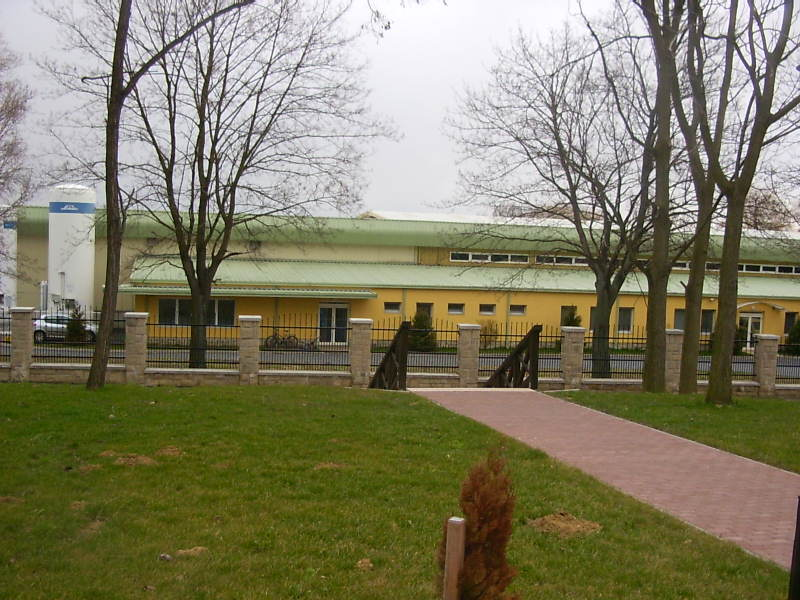
Balfi vízpalackozó-üzem

A ként kén-hidrogén, karbonil-szulfid (COS), ritkán nátrium-szulfid, kalcium-szulfid alakjában tartalmazzák. Ezek fürdő formájában is alkalmasak arra, hogy a szervezet kénhiányát pótolják, a kénes fürdő erélyes hatású, leginkább a reumás betegségek, egyes bőrbetegségek kezelésében van nagy jelentősége.
- - Ilyen források: Budapesten az „Imre”, a „Lukács” és a „Rudas” (Attila) fürdő egyes forrásai, valamint Aranyos fürdő, Balf több forrásának, Parád Csevice forrás, Erdőbénye, kénes termálvize van Harkány, Mezőkövesd több fúrt kútjának.
- Jódos–brómos vizek

Általában ezek egyidejűleg konyhasósak is, ezért alkalmasak a reuma, női szervek betegségei, és egyes bőrbetegségek kezelésére is. Ivókúrában a jód erélyesen hat a pajzsmirigyre, ezért az orvos kanalas mennyiségben rendeli. A legismertebb sóshartyáni „Jodaqua” (e:jodakva) palackozva kerül forgalomba.
- - Ilyen források: Debrecen, Kiskőrös és Hajdúszoboszló (meleg), Pesterzsébet (hideg).
- Radioaktív vizek

Rádiumiont, radon-gázt tartalmaznak, többféle módon, fürdő, belégzés és ivókúra formájában is hatásosan alkalmazzák. Közismerten fájdalomcsillapító hatása van, befolyásolják a belső elválasztású mirigyek működését, befolyásolják az anyagcserét. (Régen a néphit fiatalító hatást is tulajdonított az ilyen vizeknek.)
- - Ilyen források: A Rudas (Juventus), az Imre, a Gellért fürdő forrásai, Eger, Miskolctapolca és a Hévízi-tó. A Hévízi-tó, a világ legnagyobb termál tava, amely egyszerre különleges természeti képződmény (Hévízi-gyógytó Természetvédelmi Terület) és gyógyhely is (Hévízgyógyfürdő).
- Egyszerű hévizek (Akratotermák)

Ezek kevés oldott szilárd anyagot tartalmaznak, de gyógyító hatásuk közismert, különösen a reumás betegségek esetén
- - Ilyen források Budapesten: Római-fürdő, Pünkösdfürdő, Csillaghegy, Kács fürdő.

## Gyógyvizek Európában
- Szlovákiában: Pöstyén, Boroszlófüred
- Csehországban: Karlovy Vary, Frantiskové Lázné, Mariánské Lázně, Luhačovice.
- Romániában: Szováta, Herkulesfürdő, Tusnádfürdő, Borszék, Hargitafürdő, Bálványosfürdő stb.
- Ausztriában: Bad Loipersdorf, Bad Ischl, Bad Aussee, Bad Gastein,…
- Olaszországban: Abano Terme

### Ásványvizek, gyógyvizek
- Ismertebb magyarországi ásványvizek vegyi összetételének összehasonlítása
- Gyógyvíz.hu – Magyarország gyógyvizei

### Gyógyfürdők, termálfürdők
- Wikitravel – Magyarország gyógyfürdői
- Wellness.itthon.hu – Magyarország gyógyfürdői (magyar, angol, német)
- Spa.hu – Gyógyfürdők, wellness szállodák
- Hungarowellness.hu – Gyógyfürdők, termálfürdők, fürdők
- termalfurdok.hu – Gyógyfürdők, termálfürdők Magyarországon
- Tamási termálfürdő, gyógyfürdő – Gyógyfürdők, wellness szállodák
- Magyarország legszebb gyógyfürdői és gyógyvizes strandjai

### Gyógyturizmus
- Az egészségturizmus marketingkoncepciója
- Gyógyturizmus|Google Csoportok

### Linkgyűjtemények
- Gyógyturizmus.lap.hu
- Gyógyvíz.lap.hu
- Spa.lap.hu